# Fritz Bourquin
Fritz Bourquin (* 19. März 1916 in Neuenburg, Kanton Neuenburg; † 22. März 1978 in Bern; heimatberechtigt in Buttes, Les Verrières und La Côte-aux-Fées) war ein Schweizer Politiker der Sozialdemokratischen Partei der Schweiz (SP), der unter anderem zwei Mal (1964 bis 1965, 1967 bis 1968) Präsident des Staatsrates des Kantons Neuenburg war.

## Leben
Fritz Bourquin, Sohn des Postbeamten Fritz Henri Bourquin und von dessen Ehefrau Jeanne Bourquin, geborene Perret, absolvierte nach dem Schulbesuch eine Berufsausbildung zum Möbelschreiner und begann 1933 sein gewerkschaftliches Engagement. 1945 wurde er Sekretär der Gewerkschaft Bau und Holz (GBH), die 1993 Teil der Gewerkschaft Bau und Industrie (GBI) wurde. Er war ferner Verwalter der Mon-Logis-Kooperative und gründete 1955 die erste Arbeitslosenkasse der Schweiz für Saisonarbeiter (Saisonniers).
1953 wurde Bourquin für die Sozialdemokratische Partei der Schweiz (SP) Mitglied des Grossen Rates, des Parlaments des Kantons Neuenburg, und gehörte diesem bis 1960 an. Zugleich war er zwischen 1956 und 1960 Mitglied des Generalrates, des Gemeindeparlaments von Neuenburg. Am 24. August 1960 wurde er Mitglied des Staatsrates des Kantons Neuenburg, der Regierung dieses Kantons, und fungierte in dieser bis zu seinem Rücktritt am 31. Mai 1970 als Vorsteher des Justizdepartements beziehungsweise zuletzt des Industriedepartements. In diesen Funktionen modernisierte er die Neuenburger Gefängnisse und schuf die Grundlagen für einen arbeitsmedizinischen Dienst. Während seiner Mitgliedschaft im Staatsrat fungierte er zwei Mal als Präsident und damit als Vorsteher der Kantonsregierung. Als Nachfolger von Jean-Louis Barrelet wurde er 1964 erstmals Präsident des Staatsrates und bekleidete dieses Amt bis zu seiner Ablösung durch Gaston Clottu 1965. 1967 übernahm er von Jean-Louis Barrelet zum zweiten Mal den Posten als Vorsteher der Kantonsregierung und behielt diesen bis 1968, woraufhin Carlos Grosjean seine Nachfolge antrat. Nach seinem Rücktritt trat er 1970 in die Generaldirektion der Post-, Telefon- und Telegrafenbetriebe (PTT) ein, die er 1975 aus gesundheitlichen Gründen verliess.